# سليم نجيب حيدر
سليم نجيب حيدر (1911 -1980)، كاتب وشاعر وحقوقي ودبلوماسي لبناني، نائب ووزير سابق.

## نشأته ودراسته
ولد في مدينة بعلبك في العام 1911، ودرس المرحلة الابتدائية فيها، ثم انتقل إلى مدينة عاليه وتابع المرحلة المتوسطة وجزءاً من المرحلة الثانوية. بعدها ذهب إلى بيروت والتحق بالكلية العثمانية فيها وأنهى المرحلة الثانوية. سافر إلى باريس عام 1931 ميلادي ودرس الحقوق في جامعة السوربون ونال دكتوراه دولة فيها، كما ونال إجازة (ليسانس) في الآداب وفي قانون العقوبات.

## عمله
عاد إلى لبنان عام 1937 ميلادي، وتم تعيينه في سلك القضاء اللبناني، وتدرج في المناصب القضائية حتى تولى منصب (النائب العام التمييزي) عام 1946 ميلادي.

## المناصب الدبلوماسية
تولى مناصب دبلوماسية في لبنان والخارج ومنها:
- عام 1946 تم تعيينه وزيرا مفوضا للبنان في إيران، فتعلّم الفارسية فيها وأتقنها.
- عام 1958، تم تعيينه سفيرا للبنان في مملكة المغرب.
- عام 1963، تم تعيينه سفيرا للبنان في الإتحاد السوفييتي.

## في النيابة
انتخب نائبا عن قضاء بعلبك-الهرمل مرتين، المرة الأولى عام 1953 ميلادي، والمرة الثاني 1968 ميلادي.

## في الوزارة
تم تعيينه وزيرا لأكثر من مرة في أكثر من وزارة:
- عام 1952، تم تعيينه وزيرا للتربية والتعليم والشؤون الاجتماعية.
- عام 1954، تم تعيينه وزيرا للزارعة والبريد والبرق.

## نتاجه الشعري والأدبي
كان شاعرا وأديبا وخطيبا، وقد صدر له العديد من الدواوين والمؤلفات في زمن حياته، وكما صدر له عدد من المؤلفات بعد رحيله:
- آفاق (1949)
- ألسنة الزمن (1951)
- يا نافخ الثورة البيضاء (1970)
- العدالة
- أشواق
- إشراق
- لبنان
- الخليقة
- الوان
- ألحان
- أشجان

## ما كتب عنه
كتاب (سليم حيدر - حياته وشعره): وهو عبارة عن أطروحة دكتوراه من الجامعة اللبنانية، أعده همذان سليمان، ونشره دار خضر للطباعة - بيروت 1994.

## وفاته
توفي في العام 1980 في بيروت ودفن في بعلبك.

## وصلات خارجية
ترجمته في معجم البابطين